# Frijsenborg-Favrskov Birk
Frijsenborg-Favrskov Brik var en dansk retskreds, der eksisterede fra 1721 til 1957. Det blev oprettet ved en sammenlægning mellem retskredsene Frijsenborg Birk og Favrskov Birk i 1721 og tog navneskifte til Hammel Retskreds i 1957.
I 1837 bekendtgjordes det, at der indrettedes tingsted for birket i det tidligere Hammel Hospital fra 1920. Hvor det tidligere har været, vides ikke.

## Geografi
- Gerning Sogn
- Hvorslev Sogn
- Vellev Sogn
- Houlbjerg Sogn
- Vejerslev Sogn
- Skorup Sogn
- Søby Sogn
- Sporup Sogn
- Røgen Sogn
- Voldby Sogn
- Hammel Sogn
- Lading Sogn
- Foldby Sogn
- Haldum Sogn
- Vitten Sogn
- Lyngå Sogn
- Hadsten Sogn
- Granslev Sogn
- Skjød Sogn
- Haurum Sogn
- Sall Sogn
- Thorsø Sogn
- Aidt Sogn